# Ambrosius Bosschaert
Pour les articles homonymes, voir Bosschaert.
Ambrosius Bosschaert l'Ancien, né le 18 janvier 1573 à Anvers et mort en 1621 à La Haye, est un peintre néerlandais.

## Biographie
Né à Anvers, où il amorce sa carrière, il réside néanmoins la plus grande partie de sa vie à Middelbourg, où sa famille déménage en 1587 à cause des menaces de persécution religieuse.
À l'âge de vingt-et-un ans, il devient membre de la Guilde de Saint-Luc de la ville et en est devenu, plus tard, le doyen. Peu après, il se marie et s'impose comme un spécialiste de la peinture de natures mortes avec des fleurs, qu'il signe de son monogramme AB (le B dans le A). Il devient le fondateur de l'école de peinture de Middlebourg.
Son beau-frère Balthasar van der Ast (1594-1657), qui épouse Marie Bosschaert, la sœur d'Ambrosius, est d'abord apprenti dans son atelier, avant d'y travailler à l'égal du maître. Les deux hommes entreprennent d'ailleurs quelques voyages ensemble. Bosschaert se déplace en effet à plusieurs reprises pour obtenir des commandes et travaille notamment à Amsterdam (1614), Bergen op Zoom (1615-1616), Utrecht (1616-1619) et Breda (1619). Son beau-frère Balthasar s'installe définitivement à Utrecht en 1619, où il rencontre le peintre Roelandt Savery (1576-1639), qui entre à peu près au même moment dans la guilde de Saint-Luc d'Utrecht et qui aura une influence considérable sur les Bosschaert.
Lorsque Ambrosius Bosschaert meurt à La Haye alors qu'il exécute une commande, Balthasar van der Ast achève le travail.
Son style sera poursuivi par ses trois fils Ambrosius II (en) (1609-1645), Johannes (v. 1610-v. 1650) et Abraham (1613-1643), tous devenus des peintres de compositions florales, ainsi que par son beau-frère Balthasar van der Ast qui aura lui-même un atelier et plusieurs élèves.

## Œuvre
Ses compositions florales, précises botaniquement, mais qui mêlent des fleurs apparaissant à des saisons différentes, sont fort réputées en son temps.
Ses bouquets et ses natures mortes de fruits sont fréquemment accompagnés de coquillages et de lépidoptères (tel le Vulcain).
- Nature morte avec des fleurs, 1614, huile sur cuivre, 29 × 38 cm, Getty Museum, Los Angeles[2]
- Nature morte au bouquet de roses, tulipes et muguet dans un verre Roemer, vers 1615, huile sur cuivre, 22 × 17 cm, Collection privée[3], Piasa 2004[4]
- Vase de fleurs à la fenêtre, vers 1618, huile sur bois, 64 × 46 cm, Mauritshuis de La Haye[5]
- Bouquet de fleurs dans une arcature de pierre s'ouvrant sur un paysage, 1619-1621, Huile sur panneau de chêne, 23 × 17 cm, Musée du Louvre, Paris[6]

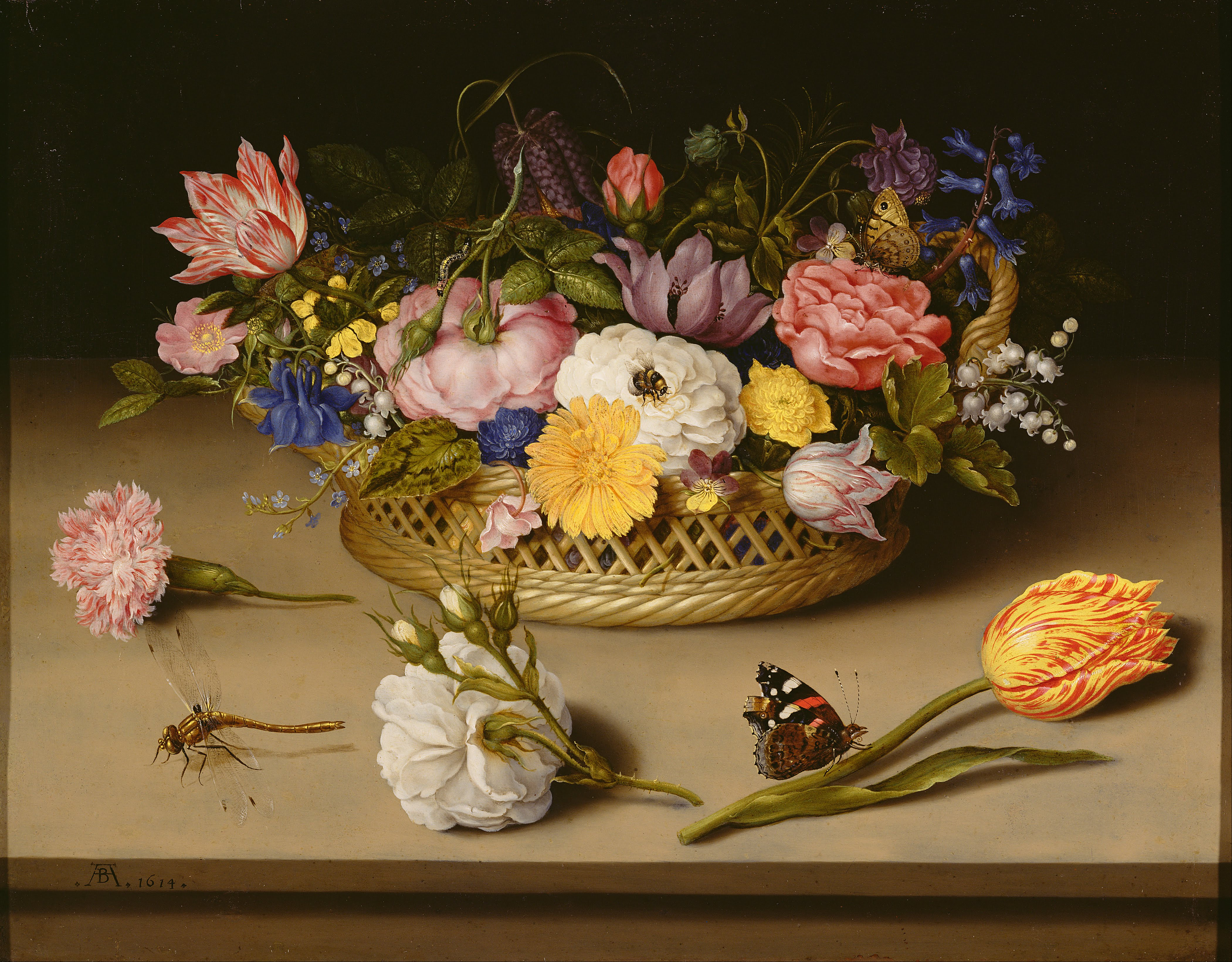
Nature morte aux fleurs, (1614), J. Paul Getty Museum, Los Angeles
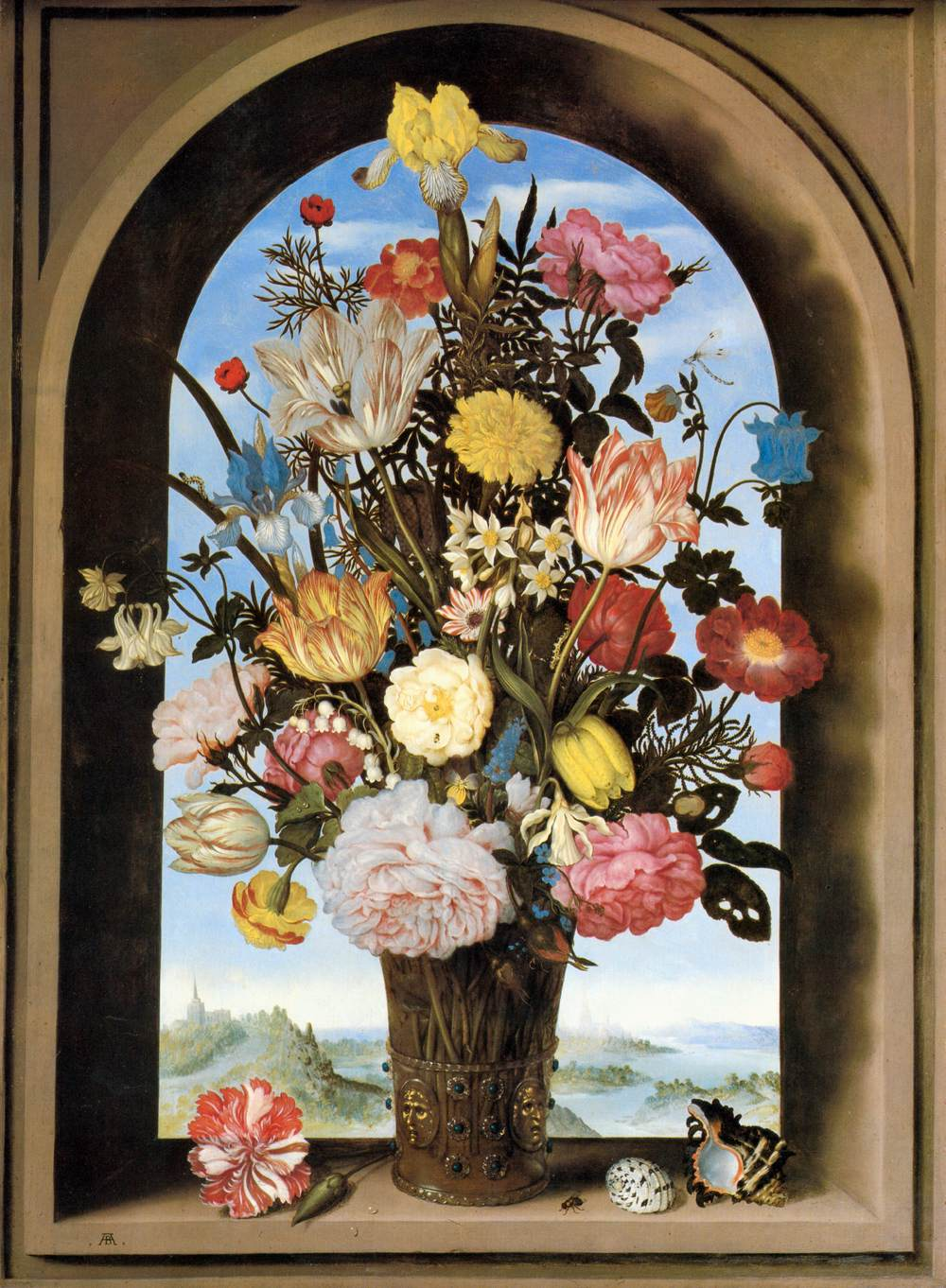
Bouquet dans une arcature vers 1618, Mauritshuis, La Haye
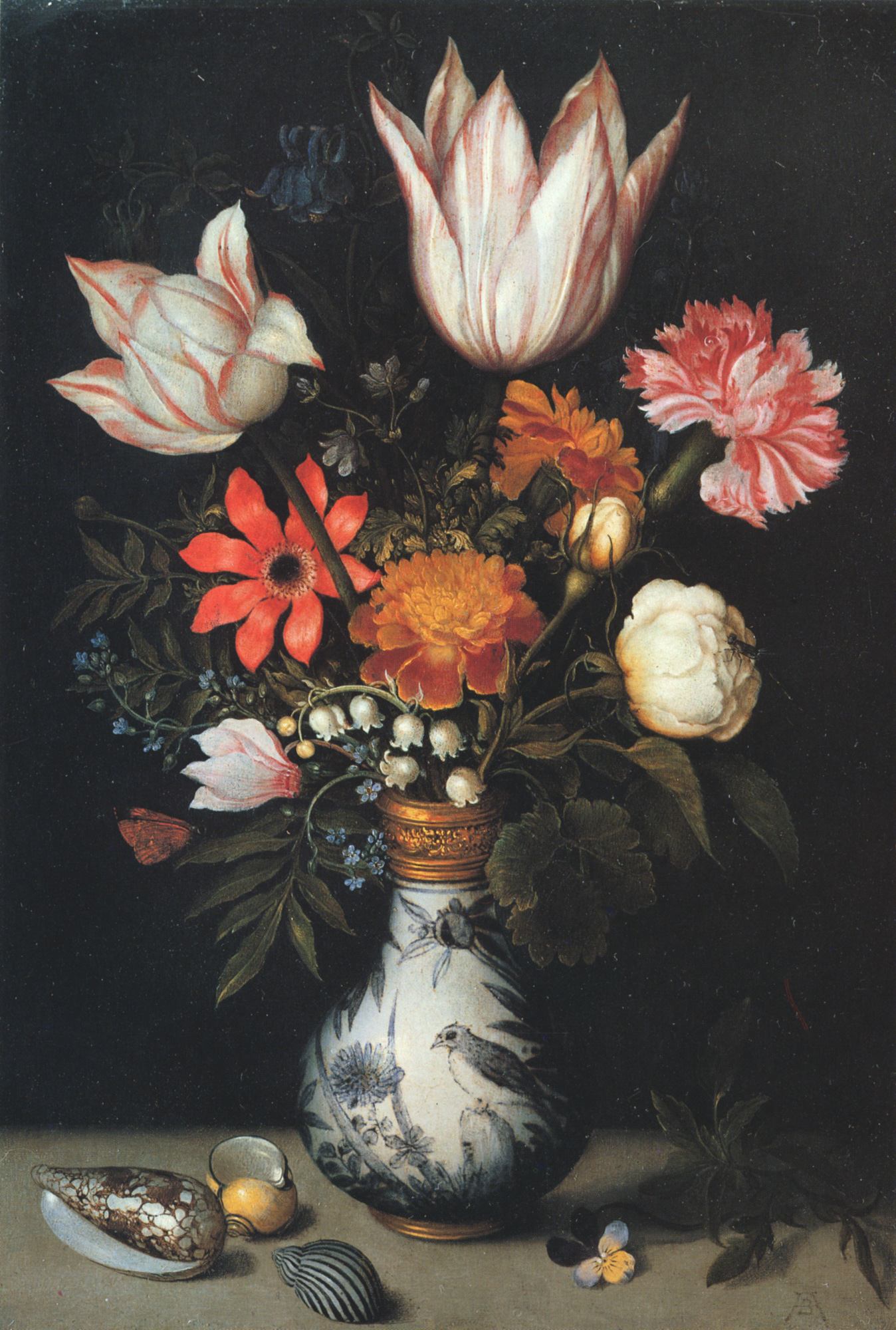
Tulipes, roses, une œillet rose et blanc, myosotis, muguet et d'autres fleurs dans un vase, (v.1619), collection particulière
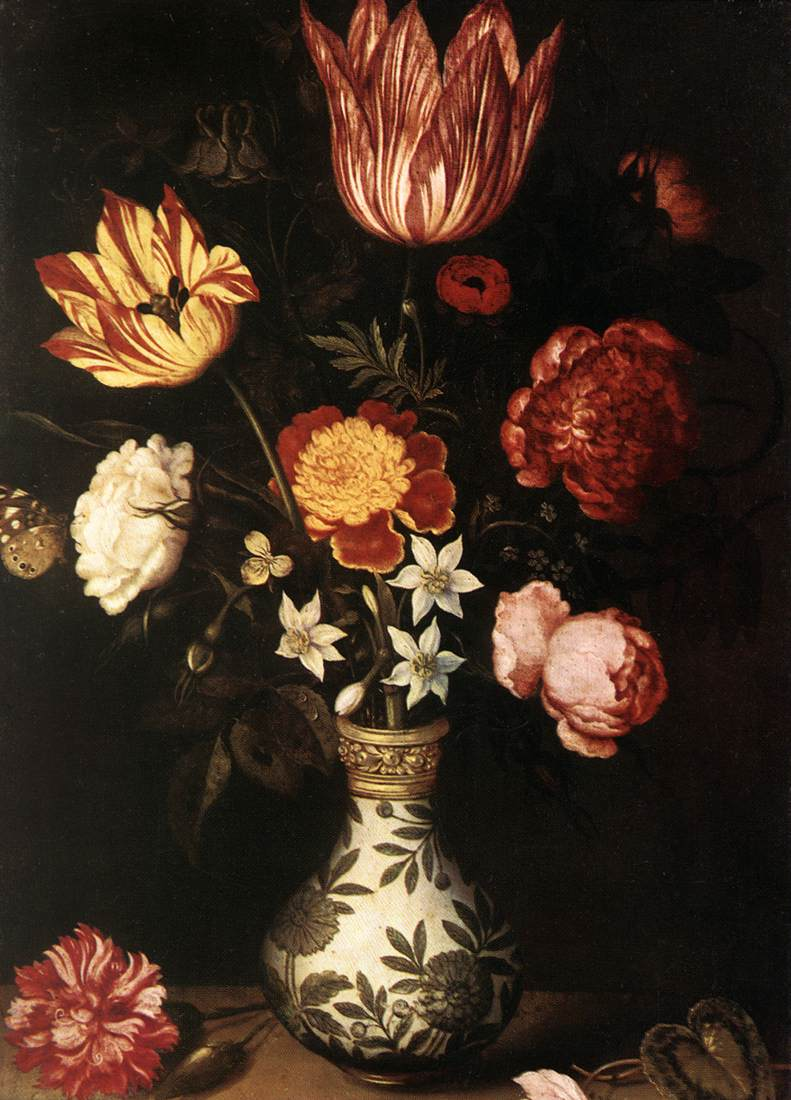
Nature morte aux fleurs dans un vase Wan-Li (1619), Rijksmuseum, Amsterdam
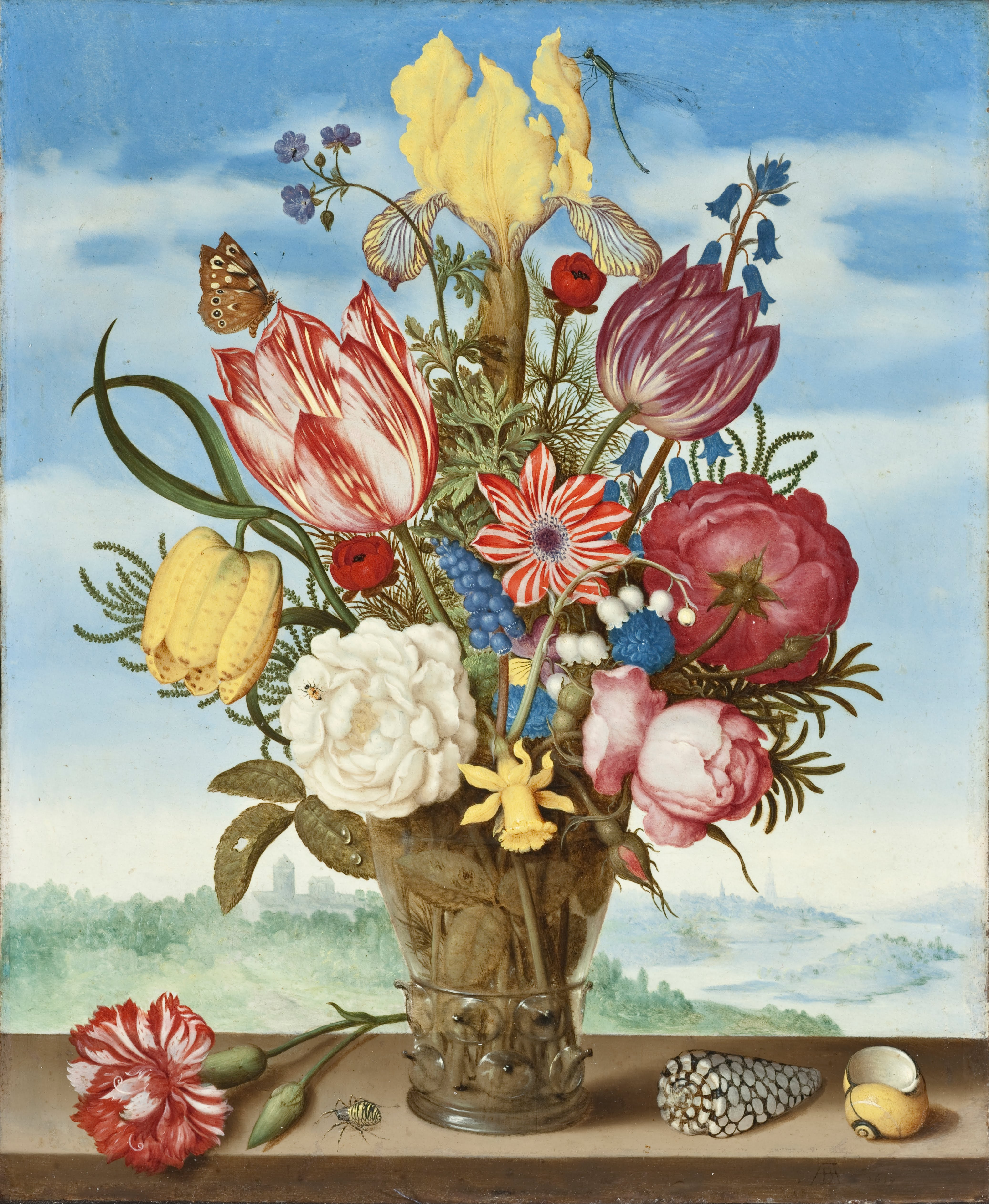
Bouquet de fleurs sur un rebord (1619-1620), Musée d'art du comté de Los Angeles
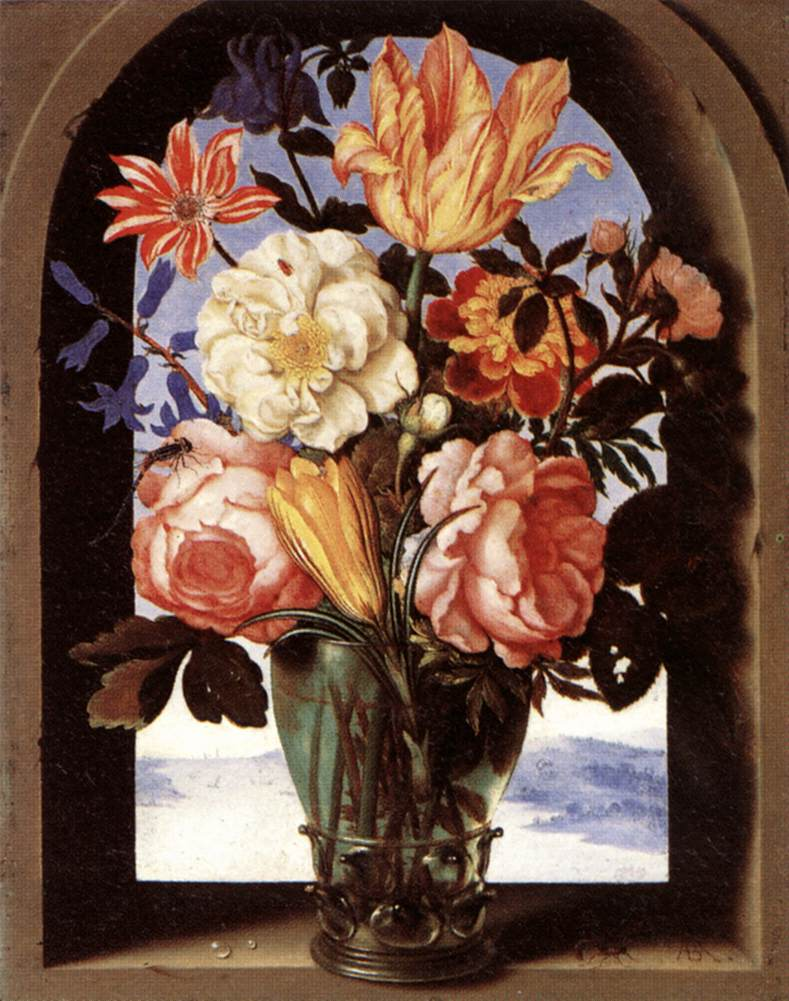
Bouquet de fleurs (v.1620), Musée du Louvre, Paris
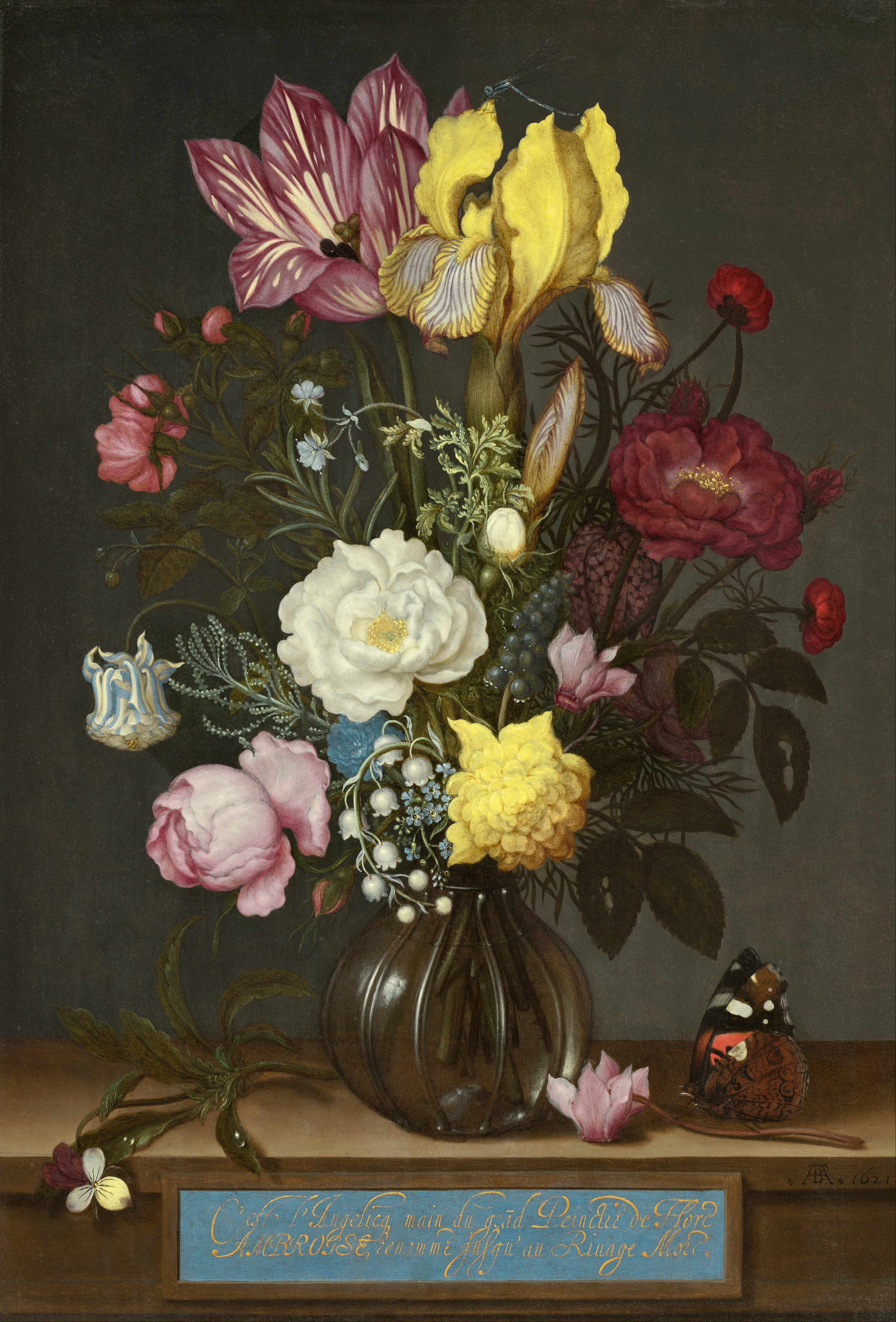
Bouquet de fleurs dans un vase de verre (1621), National Gallery of Art, Washington
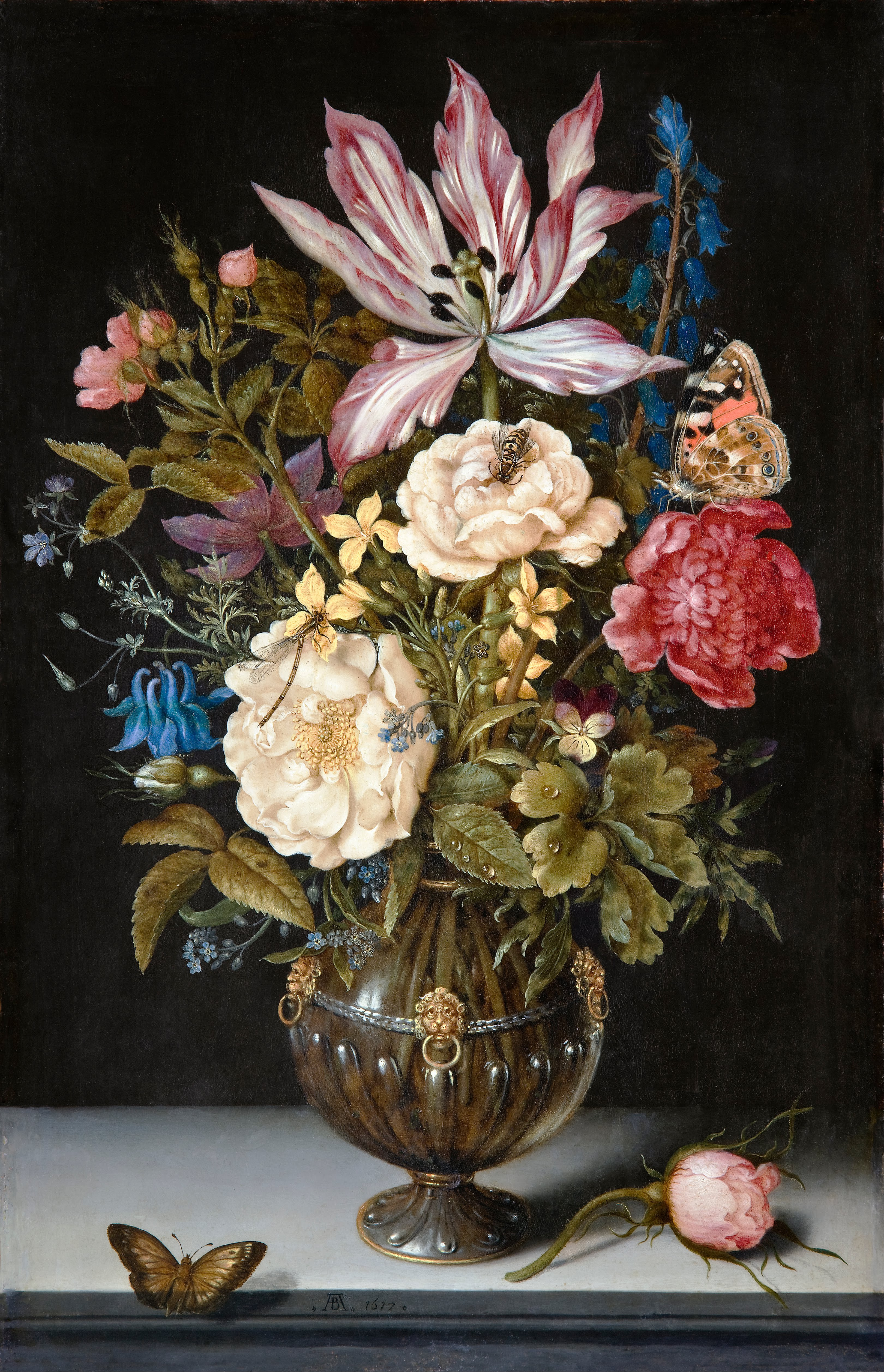
Nature morte aux fleurs, première moitié du XVIIe siècle, musée Hallwyl, Stockholm
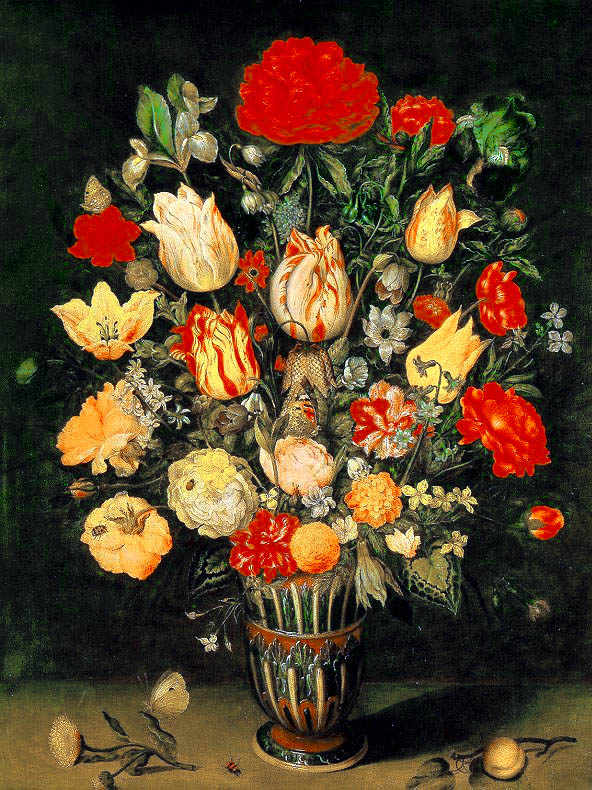
Nature morte aux fleurs, première moitié du XVIIe siècle, Alte Pinakothek, Munich